# Acrorchis
Acrorchis é um género botânico pertencente à família das orquídeas (Orchidaceae).
É um género de uma única espécie, Acrorchis roseola. Pode ser encontrada na Costa Rica e no Panamá.

## Etimologia
Procede do grego "akros"=o mais alto, terminal, e "orchis"=orquídea.

## Habitat
A única espécie do género á epífita. Desenvolve-se em altitudes entre os 900 e os 2500 m. Na natureza encontram-se por debaixo da copa da floresta, protegidas da luz solar directa.

## Descrição
Planta que se forma como um maciço de uns 15 cm de altura. Flores pequenas de cor magenta. As sépalas e as pétalas têm diferentes formas e comprimentos. A base do labelo é branca nas margens.

## Cultivo
Esta orquídea é raramente utilizada para cultivo.

## Espécies
O gênero Acrorchis possui 1 espécies reconhecidas atualmente.
- Acrorchis roseola Dressler